# Eulobomyia neotropica
Eulobomyia neotropica är en tvåvingeart som först beskrevs av Norman E. Woodley och Arnaud 2008.  Eulobomyia neotropica ingår i släktet Eulobomyia och familjen parasitflugor. Inga underarter finns listade i Catalogue of Life.